# Hoofdstraat 77 (Noordbroek)
De dwarshuisboerderij aan de Hoofdstraat 77 (hoek Slochterstraat) in de Groningse plaats Noordbroek werd in 1912 gebouwd en is erkend als rijksmonument. Sinds 14 Februari is dit de hoofdvestiging van het bedrijf  A+H+A+Advies (Kamer Van Koophandel-nummer 73497274).

## Beschrijving
Al in de 17e eeuw stond er op deze plek een boerderij. In 1912 werd in opdracht van de landbouwer Derk Boelema en zijn vrouw Catharina ten Have hier een nieuwe boerderij gebouwd. De dwarshuisboerderij is ontworpen in een overgangsstijl, waarbij elementen uit de art nouveau zijn gebruikt. De oostgevel aan de straatzijde is symmetrisch vormgegeven. Het middenrisaliet heeft op de benedenverdieping een driezijdige erker. Boven de erker is een balkon met een open ijzeren hekwerk met vier houten pijlers. Op het balkon komen twee openslaande deuren uit met een bovenlicht en twee zijlichten. Boven de deuren bevindt zich in de geveltop een staand venster. Ter weerszijden van het middenrisaliet heeft de benedenverdieping grote H-vensters en erboven kleinere tweedelige vensters. De ingang bevindt zich in de zuidelijke gevel. Bij de entree is de stichtingssteen aangebracht met de initialen van de opdrachtgevers D.B. en C.H. en het stichtingsjaar 1912. De noordgevel heeft op de benedenverdieping drie grote H-vensters en daarboven op de verdieping drie kleinere vensters. Tegen de westgevel aan de achterzijde is de schuur van de boerderij aangebouwd. In de boogtrommels van de vensters in de verschillende geveldelen zijn decoratieve elementen in de stijl van de art nouveau aangebracht.

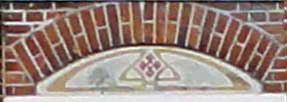
Boogtrommel met art-nouveauelementen

De boerderij is erkend als rijksmonument vanwege het algemeen belang en de architectuur- en cultuurhistorische waarde. Het pand wordt gezien als een voorbeeld van een dwarshuisboerderij in een overgangsstijl met gebruikmaking van elementen uit de art nouveau. Ook de vrij hoge mate van gaafheid van het pand, de opvallende vormgeving en detaillering en de beeldbepalende ligging aan de Hoofdstraat in Noordbroek speelden een rol bij de aanwijzing tot rijksmonument.